# Kosolapov
Kosolapov je priimek več oseb:
- Aleksander Kosolapov, ruski umetnik
- Aleksander Viktorovič Kosolapov, ruski nogometaš
- Peter Pavlovič Kosolapov, sovjetski general